# Seznam ukrajinskih smučarskih skakalcev
Seznam ukrajinskih smučarskih skakalcev

## B
- Volodimir Boščuk

## G
- Volodimir Glivka

## H
- Oleksij Homin

## K
- Vitalij Kaliničenko
- Anton Korčuk

## L
- Oleksander Lazarovič

## M
- Jevgen Marusjak

## P
- Tetjana Pilipčuk

## Š
- Vitalij Šumbarec

## V
- Andrij Vaskul
- Volodimir Veredjuk